# Cyrtodactylus australotitiwangsaensis
Espèce
Cyrtodactylus australotitiwangsaensis est une espèce de geckos de la famille des Gekkonidae.

## Répartition
Cette espèce est endémique du Pahang en Malaisie.

## Étymologie
Son nom d'espèce, composé de australo, de titiwangsa et du suffixe latin -ensis, « qui vit dans, qui habite », lui a été donné en référence au lieu de sa découverte, le Sud des monts Titiwangsa.

## Publication originale
- Grismer, Wood, Quah, Anuar, Muin, Sumontha, Ahmad, Bauer, Wangkulangkul, Grismer & Pauwels, 2012 : A phylogeny and taxonomy of the Thai-Malay Peninsula Bent-toed Geckos of the Cyrtodactylus pulchellus complex (Squamata: Gekkonidae): combined morphological and molecular analyses with descriptions of seven new species. Zootaxa, n. 3520, p. 1–55.